# Onde de Rayleigh
Pour les articles homonymes, voir onde (homonymie).
L'onde de Rayleigh ou onde R est un type d'onde sismique.
Elle a été découverte par John William Strutt Rayleigh en 1885. Son déplacement est complexe, assez semblable à celui d'une poussière portée par une vague, constituant un mouvement à la fois horizontal et vertical.

## Description et caractéristiques

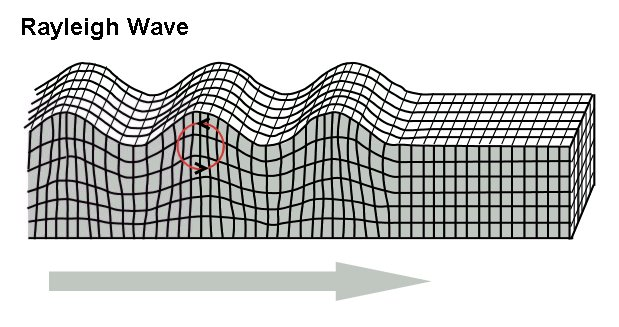
Mouvement des particules d'une onde de Rayleigh.

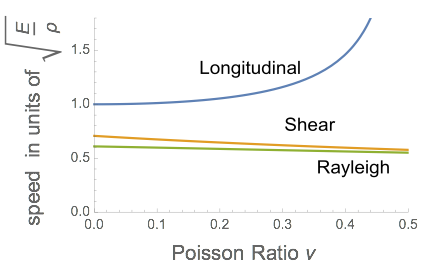
Comparaison de la vitesse de l'onde de Rayleigh avec les vitesses des ondes de cisaillement et longitudinales pour un matériau élastique isotrope. Les vitesses sont indiquées en unités sans dimension.

Les ondes de Rayleigh sont un type d'ondes de surface qui se déplacent près de la surface des solides. Les ondes de Rayleigh comprennent des mouvements longitudinaux et transversaux dont l'amplitude diminue de manière exponentielle à mesure que la distance par rapport à la surface augmente. Il existe une différence de phase entre ces mouvements.
Les ondes de Rayleigh ont été nommées d'après Lord Rayleigh, qui en 1885avait mathématiquement prouvé l'existence de ces ondes avant même qu'elles ne soient observées. Dans les vagues de Rayleigh, le sol roule dans un mouvement elliptique similaire aux vagues océaniques. Dans un demi-espace homogène, la polarisation est toujours rétrograde, c'est-à-dire que le mouvement de roulement s'effectue dans le sens opposé à la propagation de l'onde de Rayleigh. Dans le cas général, des ondes de Rayleigh polarisées progrades se produisent également. Ce roulis déplace le sol de haut en bas et d'avant en arrière dans la direction de propagation des ondes. La vitesse de propagation est d'environ 2 000-4 000 m/s, en fonction principalement de la longueur d'onde.
Les ondes de Rayleigh ont une vitesse légèrement inférieure à celle des ondes de cisaillement dont le facteur dépend des constantes élastiques du matériau. Comme les ondes de Rayleigh sont confinées près de la surface, leur amplitude dans le plan, lorsqu'elles sont générées par une source ponctuelle, ne décroît que comme suit :{\displaystyle {1}/{\sqrt {r}}}, où {\displaystyle r} est la distance radiale. Les ondes de surface diminuent donc plus lentement avec la distance que les ondes de masse, qui se propagent en trois dimensions à partir d'une source ponctuelle. Cette décroissance lente est l'une des raisons pour lesquelles elles présentent un intérêt particulier pour les sismologues. Les ondes de Rayleigh peuvent faire plusieurs fois le tour du globe après un grand tremblement de terre et rester mesurables. Il existe une différence dans le comportement (vitesse des ondes de Rayleigh, déplacements, trajectoires du mouvement des particules, contraintes) des ondes de surface de Rayleigh avec un coefficient de Poisson positif et négatif.

## Dispersion des ondes de Rayleigh

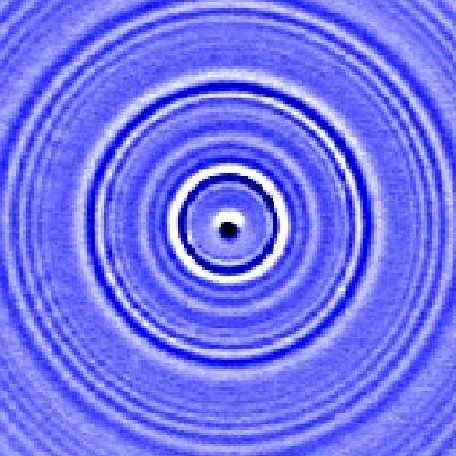
Dispersion des ondes de Rayleigh dans un film d'or mince sur verre.

Les ondes de Rayleigh sur des solides idéaux, plats, élastiques et homogènes ne présentent pas de dispersion. Cependant, si un solide ou une structure a une densité ou une vitesse du son qui varie avec la profondeur, les ondes de Rayleigh deviennent dispersives. Les ondes de Rayleigh à la surface de la terre en sont un exemple : les ondes de fréquence élevée se déplacent beaucoup plus lentement que celles de fréquence plus faible. Cela se produit parce qu'une onde de Rayleigh de fréquence inférieure a une longueur d'onde relativement grande. L'onde de grande longueur d'onde pénètre beaucoup plus profondément dans la terre que les ondes de plus courte longueur d'onde. Comme la vitesse des ondes dans la terre augmente avec la profondeur, les ondes de grande longueur d'onde (basse fréquence) peuvent voyager plus vite que celles de petite longueur d'onde (haute fréquence). Par conséquent, les ondes de Rayleigh apparaissent souvent dispersées dans les enregistrements effectués par les stations sismographiques qui enregistrent les séismes lointains. Il est également possible d'observer la diffusion des ondes de Rayleigh dans des films minces ou des structures multicouches.

## Sismologie
En sismologie, les ondes de Rayleigh (appelées « roulis du sol ») sont le type le plus important d'ondes de surface et peuvent être produites (en dehors des tremblements de terre), par exemple, par des vagues océaniques, par des explosions, par des trains de chemin de fer et des véhicules terrestres ou par un impact de masse,.

## Ondes de Rayleigh dans les essais non destructifs
Les ondes de Rayleigh sont utilisées pour la caractérisation des matériaux à différentes échelles de longueur car elles sont facilement générées et détectées à la surface libre des objets solides. Comme elles sont confinées près de la surface dans une profondeur (~ longueur d'onde) liée à la fréquence de l'onde, différentes fréquences peuvent être utilisées pour la caractérisation à différentes échelles de longueur.
Les ondes de Rayleigh dans la gamme de fréquences ultrasoniques sont utilisées dans les applications de contrôle non destructif pour la recherche de fractures et imperfections dans les matériaux.

## Ondes de Rayleigh dans les dispositifs électroniques
Les ondes de Rayleigh se propageant à des fréquences ultrasonores élevées (10-1000 MHz) sont largement utilisées dans différents dispositifs électroniques. Outre les ondes de Rayleigh, certains autres types d'ondes acoustiques de surface (SAW), par exemple les ondes de Love, sont également utilisés à cette fin. Les exemples de dispositifs électroniques utilisant les ondes de Rayleigh sont les filtres, les résonateurs, les oscillateurs, les capteurs de pression, de température, d'humidité, etc. Le fonctionnement des dispositifs SAW est basé sur la transformation du signal électrique initial en une onde de surface qui, après avoir obtenu les modifications requises du spectre du signal électrique initial, à la suite de son interaction avec différents types d'inhomogénéité de surface, est retransformée en un signal électrique modifié. La transformation de l'énergie électrique initiale en énergie mécanique (sous la forme d'une onde de surface) et vice-versa est généralement réalisée par l'utilisation de matériaux piézoélectriques pour la génération et la réception des ondes de Rayleigh ainsi que pour leur propagation.

## Ondes de Rayleigh dans la géophysique

### Génération à partir de tremblements de terre
Les ondes de Rayleigh étant des ondes de surface, l'amplitude de ces ondes générées par un tremblement de terre diminue généralement de façon exponentielle avec la profondeur de l'hypocentre (foyer). Cependant, les grands séismes peuvent générer des ondes de Rayleigh qui font plusieurs fois le tour de la Terre avant de se dissiper.
En sismologie, les ondes longitudinales et de cisaillement sont appelées respectivement ondes « P » et ondes « S », et sont qualifiées d'ondes de corps. Les ondes de Rayleigh sont générées par l'interaction des ondes « P » et « S » à la surface de la terre, et se déplacent à une vitesse inférieure à celle des ondes « P », « S » et de Love. Les ondes de Rayleigh émanant de l'épicentre d'un séisme se déplacent le long de la surface de la terre à environ 10 fois la vitesse du son dans l'air (0,340 km/s), soit ~3 km/s.
En raison de leur vitesse plus élevée, les ondes « P » et « S » générées par un tremblement de terre arrivent avant les ondes de surface. Cependant, le mouvement des particules des ondes de surface étant plus important que celui des ondes de corps, les ondes de surface ont tendance à causer plus de dégâts. Dans le cas des ondes de Rayleigh, le mouvement est de nature ondulatoire, semblable à celui d'une onde de surface océanique. L'intensité des secousses provoquées par les ondes de Rayleigh à un endroit donné dépend de plusieurs facteurs :
- La taille du tremblement de terre.

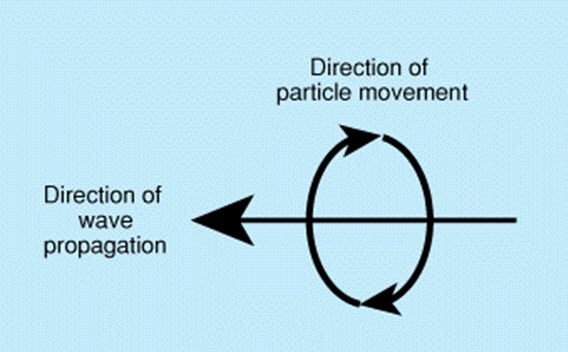
Direction de l'onde de Rayleigh.

- La distance au tremblement de terre.
- La profondeur du tremblement de terre.
- La structure géologique de la croûte.
- Le mécanisme focal du séisme.
- La directivité de la rupture du tremblement de terre.

La structure géologique locale peut servir à focaliser ou défocaliser les ondes de Rayleigh, ce qui entraîne des différences importantes dans les secousses sur de courtes distances.

### En sismologie
Les ondes de Rayleigh de basse fréquence générées lors des séismes sont utilisées en sismologie pour caractériser l'intérieur de la Terre. Dans les gammes intermédiaires, les ondes de Rayleigh sont utilisées en géophysique et en géotechnique pour la caractérisation des gisements pétroliers. Ces applications sont basées sur la dispersion géométrique des ondes de Rayleigh et sur la résolution d'un problème inverse à partir de données sismiques collectées à la surface du sol à l'aide de sources actives (chutes de poids, marteaux ou petites explosions, par exemple) ou par l'enregistrement de microséismes. Les ondes de Rayleigh au sol sont également importantes pour le contrôle du bruit et des vibrations dans l'environnement, car elles contribuent aux vibrations du sol induites par le trafic et au bruit de structure associé dans les bâtiments,.

## Autres manifestations

### Detection animale possible
Les ondes de Rayleigh à basse fréquence (< 20 Hz) ne sont pas audibles, mais peuvent être détectées par des mammifères, oiseaux, insectes et araignées. Les humains seraient capables de détecter ces ondes de Rayleigh grâce à leurs corpuscules paciniens, situés dans leurs articulations, bien qu'ils ne semblent pas réagir consciemment à ces signaux. Certains animaux semblent utiliser les ondes de Rayleigh pour communiquer. Des biologistes pensent que les éléphants peuvent utiliser des vocalisations pour générer des ondes de Rayleigh. Comme les ondes de Rayleigh se désintègrent lentement, elles seraient détectables sur de longues distances. Ces ondes de Rayleigh ont une fréquence plus élevée que les ondes de Rayleigh générées par les séismes.
Après le tremblement de terre de 2004 dans l'océan Indien, certains ont considéré que les ondes de Rayleigh utilisées par les animaux servaient d'avertissement pour chercher un terrain plus élevé, les poussant à fuir le tsunami qui se déplaçait plus lentement. Un  animal doté d'un système de préalerte peut compter sur sa capacité à détecter les ondes infrasonores qui se propagent dans l'air.